# Isotoma sessiliflora
Isotoma sessiliflora là loài thực vật có hoa trong họ Hoa chuông. Loài này được (E.Wimm.) Lammers mô tả khoa học đầu tiên năm 1999.